# Anneberg (Småland)
Anneberg is een plaats in de gemeente Nässjö in het landschap Småland en de provincie Jönköpings län in Zweden. De plaats heeft 874 inwoners (2005) en een oppervlakte van 98 hectare.